# Wildnis (Herzogenrath)
Wildnis ist ein Ortsteil von Merkstein, Stadt Herzogenrath, in der Städteregion Aachen in Nordrhein-Westfalen. 

## Lage
Wildnis liegt nördlich von Merkstein. Der kleine Ort schließt sich direkt im Osten von Worm an. 

## Allgemeines
Wildnis ist ein kleines Straßendorf, welches im späten Mittelalter entstanden ist. Im 13. Jahrhundert wurde in Wildnis die Burg Valentia erbaut, nach und nach entwickelte sich um die Burg die heutige Siedlung Wildnis.

## Verkehr
Die AVV-Buslinie HZ1 der ASEAG verbindet den Ort mit Hofstadt und Herzogenrath.
| Linie | Verlauf                                                                                           |
| ----- | ------------------------------------------------------------------------------------------------- |
| HZ1   | (Herzogenrath Schulzentrum –) Herzogenrath Bf – (Merkstein Hauptstr. –) Worm – Wildnis – Hofstadt |

## Vereine
- Heimatverein Worm-Wildnis 1971 e.V.